# Île des Sœurs
Île des Sœurs, på engelska kallad Nuns' Island, är en ö i Québec i Kanada. Den ligger i Saint Lawrencefloden i staden Montréal. Arean är 3,7 kvadratkilometer. Namnet kommer av att ön till 1956 ägdes av ett nunnekloster. Nunnorna lämnade ön 1957, som därefter införlivades med Verdun, fick broförbindelse med Île de Montréal och bebyggdes.